# وانغ كاي
وانغ كاي (بالصينية: 王锴) (22 يناير 1983 في الصين - ) هو لاعب كرة قدم صيني في مركز الوسط. لعب مع Chengdu Tiancheng F.C. ‏ ونادي تشونغتشينغ ليانغجيانغ وNantong Zhiyun F.C. ‏ وSichuan Longfor F.C. ‏.

## وصلات خارجية
- وانغ كاي على موقع قاعدة بيانات كرة القدم.إي يو (الإنجليزية)
- وانغ كاي على موقع Soccerway.com (الإنجليزية)